# Ceraukste socken
Ceraukste socken (lettiska: Ceraukstes pagasts) är ett administrativt område i Bauska kommun i Lettland.